# Limpieza de sangre
Limpieza de sangre (spanisch für „Reinheit des Blutes“, „Blutreinheit“) ist ein protorassistisches Konzept, mit dem sich vom 15. bis zum 19. Jahrhundert die spanischen so genannten Altchristen (span.: cristianos viejos) von den Neuchristen (span.: cristianos nuevos) oder Conversos abgrenzten, die muslimische oder jüdische Vorfahren hatten. Letztere standen im Verdacht des Judaisierens und wurden häufig von der Spanischen Inquisition verfolgt. Höhere kirchliche und staatliche Ämter waren ihnen verschlossen und sie wurden zu bestimmten angesehenen Institutionen nicht zugelassen.

## Hintergrund
Hintergrund des Konzepts von der limpieza de sangre war die Reconquista, in der es den christlichen Königreichen der iberischen Halbinsel bis 1492 gelang, die muslimischen Herrschaftsbereiche zu erobern. Dadurch gerieten seit dem 11. Jahrhundert immer mehr Juden und Muslime (Mudéjares), unter christliche Herrschaft, denen zunächst religiöse Toleranz, teilweise auch Königsschutz und Autonomie zugesichert wurden. Seit dem 13. Jahrhundert wurden diese Gemeinden aber zunehmend Opfer von Pogromen und Zwangsbekehrungen, wie der Judenverfolgung von 1391, die, ausgehend von Sevilla, die ganze iberische Halbinsel erfasste.
Nach dem Fall des letzten muslimischen Staates, des Emirats von Granada, erließen die katholischen Könige Isabella von Kastilien und Ferdinand II. von Aragon am 31. März 1492 das Alhambra-Edikt, wonach alle verbliebenen spanischen Juden sich entweder taufen lassen oder auswandern mussten. Viele wanderten als Sephardim ins Osmanische Reich, nach Nordwesteuropa oder nach Portugal aus, wo sie aber durch die Personalunion mit Spanien 1580 erneut vor die Alternative: Zwangsbekehrung oder Auswanderung gestellt wurden. Um in Spanien bleiben zu können, ließ sich eine große Anzahl von Juden taufen. Sie wurden als Marranen (span.: „Schweine“) bezeichnet: Die christliche Mehrheit unterstellte ihnen, zu judaisieren, das heißt, auch nach der Taufe ihren jüdischen Glauben heimlich weiter zu praktizieren. Nach der Vertreibung bzw. Zwangsbekehrung der spanischen Juden gab es auf der Iberischen Halbinsel noch jahrhundertelang einen Kryptojudaismus, d. h. jüdische Gemeinschaften, die nach außen hin die römisch-katholische Fassade wahrten, aber im privaten Bereich weiter die jüdischen Bräuche praktizierten.
Ähnlich ging es den Mudéjares, denen nach der Eroberung des von ihnen bewohnten Territoriums zunächst gestattet worden war, ihre Religion weiter auszuüben. 1501 wurde auch von ihnen verlangt, sich taufen zu lassen oder auszuwandern. Die Getauften wurden Morisken genannt (span. moriscos für Mauren). Auch ihnen wurde unterstellt, das Christentum nur zum Schein angenommen zu haben, um einer Deportation nach Nordafrika zu entgehen, was zum Teil auch der Fall war.

## Entstehung und Durchsetzung
Der Nachweis einer rein altchristlichen Abstammung wurde bereits 1414 und 1418 als Zugangsvoraussetzung zum Colegio Mayor de San Bartolomé von Salamanca verpflichtend gemacht. Als Voraussetzung auch für staatliche und kirchliche Ämter wurde die limpieza de sangre erstmals 1449 in Toledo als Statut niedergeschrieben. Dies geschah nach einer Revolte gegen den königlichen Minister, die wegen einer neuen Steuer ausgebrochen war und sich vor allem gegen Conversos gerichtet hatte. Diese hatten die wichtigsten Steuerpächter des Königs gestellt. Um 1460 stellte der Franziskaner Alonso de Espina, der Beichtvater König Heinrichs IV. von Kastilien, in seiner Schrift Fortalitium fidei („Festung des Glaubens“) alle Conversos unter Generalverdacht: Weil der Glaube seines Erachtens auf biologischem Wege vererbt würde, könnten die Bekehrungen von Juden und Muslimen niemals echt sein. Ein Hauptanliegen der 1478 auf Drängen Tomás de Torquemadas, des Beichtvaters der Königin Isabella, eingerichteten spanischen Inquisition war es zu überprüfen, ob die Zwangstaufen denn zu echten Bekehrungen geführt hätten. In den Folgejahren verbreitete sich die Vorstellung, nur Blutsreinheit garantiere wahren Glauben, und wurde immer weitergehend verbindliche Rechtsnorm, die sich vor allem im 16. Jahrhundert in Korporationen wie Ritterorden, Kathedralkapiteln und Universitäts-Kollegien (Colegios Mayores) durchsetzte und damit den Zugang zu fast sämtlichen hohen Ämtern und wichtigen Institutionen reglementierte. Als Eingangsvoraussetzung wurde ein genealogischer Nachweis altchristlicher Abstammung verlangt. Er wurde auch von den Ammen am Königshof verlangt. Wer diese Blutsreinheit nicht nachweisen konnte, wurde als „unrein“ oder „befleckt“ (spanisch: maculado, notado, manchado) stigmatisiert.
Das Konzept der limpieza de sangre wird vor diesem Hintergrund verbreitet als ein Mittel gedeutet, die heterogenen Teile des Reiches religionspolitisch zu einen. Es richtete sich in der Hauptsache gegen Marranen, da diese in den Städten in engerem Kontakt mit der altchristlichen Majorität lebten, wo vielen ein erheblicher sozialer Aufstieg gelang, während die meisten Morisken durch Kleidung und Sprache sichtbar fremd blieben und ihnen Integration und Aufstieg weit seltener gelang. Der Historiker Stefan Rinke vermutet daher, dass neben der Furcht vor einer kryptojüdischen Unterwanderung Sozialneid ein Motiv für die antisemitischen Forderungen nach limpieza de sangre war. Der angestrebte Ausschluss aller Menschen mit nicht ausschließlich altchristlichen Vorfahren gelang aber nicht, weil es auch adlige Familien gab, die von Conversos abstammten. Zudem ist der Historiker Henry Kamen der Ansicht, dass nach einer besonders intensiven Beachtung in der ersten Hälfte des 16. Jahrhunderts die Statuten deutlich weniger häufig angewendet wurden, zumal sie nie als dauerhafte Regelungen konzipiert waren; bis in die 1560er Jahre reichten zudem in der Inquisition einige vom Kandidaten benannte Zeugen, um die Blutreinheit nachzuweisen, was erst danach stärker formalisiert wurde, durch Bestechung oder königliche Gunst aber umgangen werden konnte.
In Spanien wie an der römischen Kurie kam es immer wieder zu heftiger Kritik. So erklärte bereits wenige Wochen nach dem Erlass des Statuts von Toledo 1449 Papst Nikolaus V. mit drei Bullen, darunter Humani generis inimicus, dessen Bestimmungen für unzulässig und begründete das mit Paulus’ Römerbrief 2,10–11 , wonach es bei Gott kein Ansehen der Person gebe. Auch Ignatius von Loyola, der Gründer des Jesuitenordens, der einige Conversos in seinen Reihen hatten, stellte sich grundsätzlich gegen die Statuten, und König Philipp II. – unter dessen engsten Beratern einige unklarer Herkunft waren – versuchte offenbar ab den späten 1580er Jahren, die Statuten abzuschwächen.

## Verfahren
Um in eine Ordensgemeinschaft aufgenommen zu werden, ein staatliches Amt zu erhalten oder in einer Universität immatrikuliert zu werden, musste der Kandidat drei Qualitäten oder Eigenschaften (calidades) nachweisen, von denen die limpieza de sangre nur eine war: Neben der altchristlichen Abstammung, das heißt, keine Juden, Muslime oder Ketzer unter seinen Vorfahren zu haben, war der Nachweis erforderlich, aus einer legitimen Ehe zu stammen und sittlich einwandfrei zu sein, das heißt keinem niederen, etwa mit körperlicher Arbeit verbundenen Beruf nachzugehen, und bei der Inquisition nicht vorbestraft zu sein. Den Antrag auf eine solche informacion konnten der Kandidat stellen, seine Familie oder auch etwaige Gegner, die seine Aufnahme in Orden, Universität oder Amt verhindern wollten. Die Kosten der mitunter sehr langwierigen Verfahren trugen die Antragsteller. Zuständig waren die Alcalden der Gemeinde, der Bischof der örtlichen Diözese oder der Gouverneur der jeweiligen Provinz. Dazu mussten ein Stammbaum und weitere Dokumente zur Familiengeschichte vorgelegt werden, Zeugen wurden über Herkunft und Leumund des Kandidaten befragt, gegebenenfalls wurde ein informador an den Geburtsort des Kandidaten entsandt, um weitere Angaben einzuholen. Am Ende sollte die Approbation stehen, der auto de posesión.

## Spanisches Kolonialreich

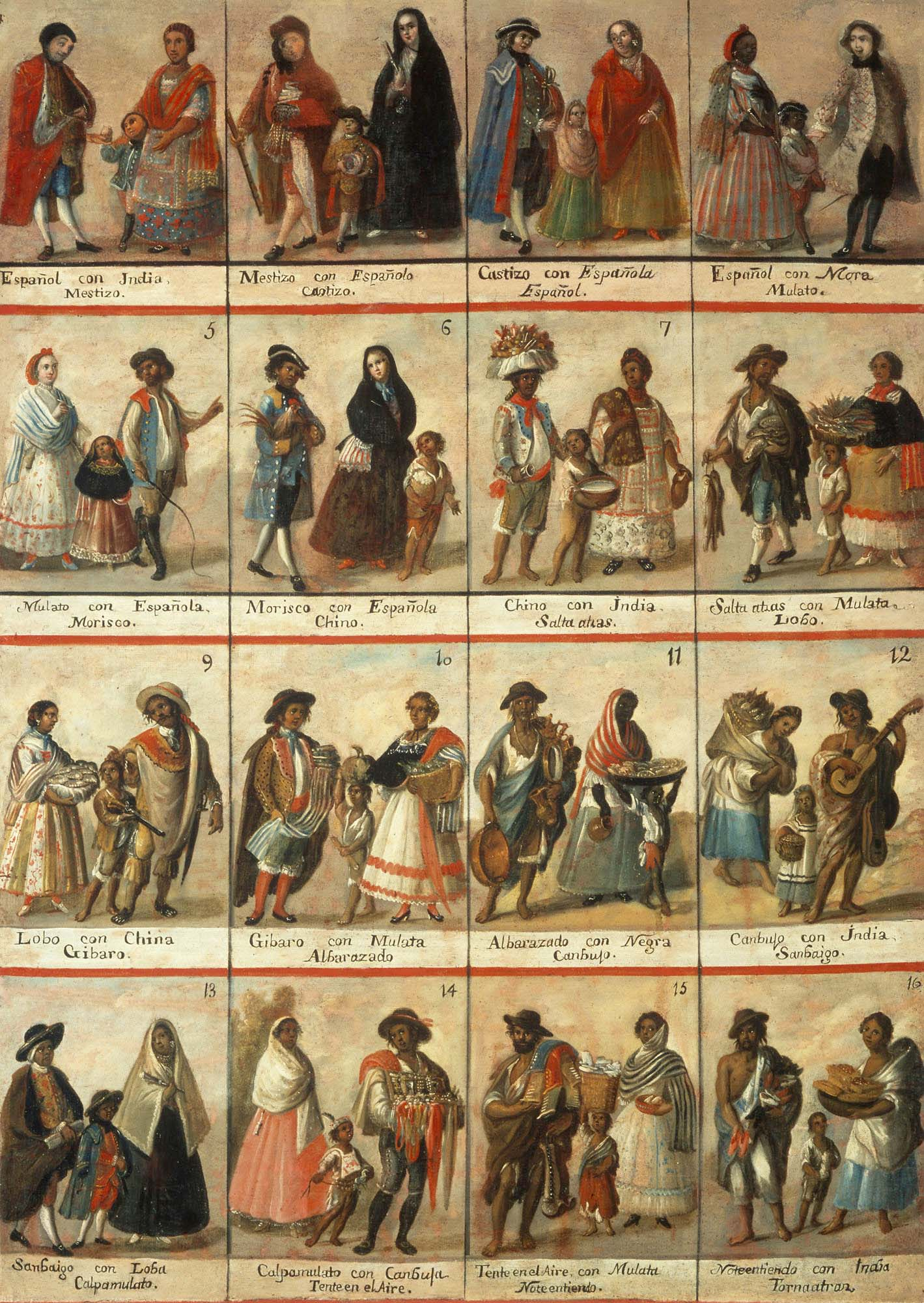
Mexikanische Darstellung des Kastensystems

Das Konzept der limpieza de sangre wurde auch ins spanische Kolonialreich übertragen. 1501 verbot Königin Isabella die Ausreise von Marranen und Morisken in die Neue Welt. Marranische Familien, die 1492 nach Lissabon ausgewandert waren und nun als „Portugiesen“ galten, wurden dadurch aber nicht daran gehindert, in Amerika Handelsimperien aufzubauen. Die 1542 erlassenen Leyes Nuevas („Neue Gesetze“) stipulierten die limpieza de sangre als Voraussetzung für eine Vererbung einer Encomienda. 1573 übertrug Philipp II. in seinen Ordenanzas de Nuevas Poblaciones das Konzept einer korporierten Gesellschaft, das Nachweise der Blutsreinheit implizierte, auch auf die Kolonien.
Dort richtete sich die Forderung nach limpieza de sangre zunächst gegen Conversos. Nachdem die amerikanischen „Portugiesen“-Gemeinden in den Jahren 1636–1649 von der Inquisition zerschlagen worden waren, wurde das Konzept zunehmend seines religiösen Hintergrunds entkleidet und nun auf indigene Völker, Afroamerikaner und Mischlinge angewandt. Die Rechtsnormen und der theologisch-universitäre Diskurs zur Blutsreinheit wurden dabei aber nicht an die besonderen Gegebenheiten im Kolonialreich angepasst. In der Praxis wurden Indios zunächst als „von reiner Abstammung“ angesehen, doch bald wurden auch sie als maculado, „befleckt“ stigmatisiert. Als wichtiges Element zum Nachweis von Blutsreinheit trat jetzt der Phänotyp hinzu, also Gesichtszüge und Hautfarbe. Noch zu Beginn des 19. Jahrhunderts bemerkte Alexander von Humboldt:

„In Spanien ist es eine Art Adelstitel, wenn man nicht von Juden oder Mauren abstammt, in Amerika zeigt die Hautfarbe, welchen gesellschaftlichen Rang jemand einnimmt.“

Zunächst hatten die Spanier versucht, die drei Bevölkerungsgruppen in ihrem Kolonialreich voneinander zu trennen: Weiße Hidalgos, Indios und Sklaven afrikanischer Abstammung hatten jeweils einen unterschiedliche Rechtsstatus und sollten getrennt voneinander leben. Diese Segregation wurde 1563, 1578, 1580 und 1623 in wiederholten Ordenanzas reales angeordnet, ließ sich aber nicht durchsetzen. Typisch für die Kolonialgesellschaft in Spanisch-Amerika wurde vielmehr die Mestizaje, die ethnische und kulturelle Durchmischung der Bevölkerung. Es entstand ein Klassifizierungssystem nach Castas, rassischen Zuschreibungen, für das Abstammungsnachweise entscheidend, aber immer verhandelbar waren.
Das Konzept der limpieza de sangre wurde nun vor allem zur Exklusion von Menschen afrikanischer Abstammung gebraucht. Mulatten wurden mit Sklaverei, Laster und illegitimer Abstammung assoziiert. Einige Betroffene konstruierten daraufhin eine trotzige Gegenidentität, indem sie darauf achteten, dass ihre Kinder ebenfalls nur Mulatten heirateten, andere unterwanderten das System, indem sie in vermeintlich bessere, „weißere“ Castas einzuheiraten versuchten. Die Inquisition reagierte auf diese Strategie im 18. Jahrhundert, indem sie Mulatten verstärkt der Bigamie verdächtigte. Insgesamt erwiesen sich Fragen der Abstammung, der Blutreinheit und der Zuordnung zu einer Casta in der hochmobilen, multiethnischen Gesellschaft Spanisch-Amerikas als weitgehend verhandelbar: Weil Stammbäume über mehrere Generationen hinweg zumeist nicht beschaffbar waren, verließen sich die Behörden neben dem Erscheinungsbild des Kandidaten oft einfach auf dessen Selbstaussagen und auf dessen soziale Stellung: Je wohlhabender ein Kandidat war, desto eher wurde er einer gehobenen, „weißeren“ Casta zugewiesen. Hinzu kam, dass ein Nachweis von limpieza de sangre in den Kolonien käuflich war. So sind Fälle überliefert, in denen ein und dieselbe Person bei verschiedenen Gelegenheiten unterschiedlichen Castas zugewiesen wurde.

## „Limpeza de sangue“ in der portugiesischen Diaspora
Während der Iberischen Union, der Personalunion des Königreichs Portugal und der spanischen Krone von 1580 bis 1640, emigrierten viele der aus Spanien nach Portugal vertriebenen Juden, meist Kaufleute, nach Lateinamerika. Nach der Loslösung Portugals von der Union versuchte die spanische Inquisition, diese Migranten in Mexico-Stadt und Lima aufzuspüren; viele wurden in Auto-da-fés spektakulär hingerichtet. In Portugal wurde das Konzept der „Blutreinheit“ als portugiesisch limpeza de sangue bekannt.

## Abschaffung
Die Cortes von Cádiz, die eine erste liberale Verfassung Spaniens erarbeiteten, schafften 1811 die Blutreinheit als Voraussetzung für den Eintritt in Militär und Marine ab, was König Ferdinand VII. nach der Restauration 1824 wieder rückgängig machte; er erhob die Prüfung zur allgemeinen Voraussetzung für den Eintritt in den Staatsdienst. Gelockert durch die Verfassung von 1837, wurde diese Voraussetzung aber erst durch ein Gesetz vom 15. Mai 1865 allgemein und endgültig abgeschafft.

## Rassismus
Anders als im Antijudaismus des Mittelalters diskriminierte das frühneuzeitliche Konzept der limpieza de sangre nicht nur nach rein religiösen Kriterien, sondern nach denen der Abstammung. Insofern gilt es heute in der Forschung als eine Vorstufe des Rassismus und als frühe Parallele zu den Nürnberger Rassegesetzen von 1935. In der wissenschaftlichen Literatur wird in diesem Zusammenhang der Begriff "Protorassismus" benutzt. Eine direkte Kontinuitätslinie in dem Sinne, dass sich die Nationalsozialisten an dem spanischen Konzept der limpieza de sangre orientiert oder sich darauf berufen hätten, besteht, wie der deutsch-kolumbianische Historiker Max Sebastián Hering Torres argumentiert, aber nicht. Dagegen ist darauf hingewiesen worden, dass vormoderne Vorstellungen von ritueller Reinheit und Infamie eine große Rolle spielten und auch Christen und deren Nachfahren betreffen konnten, die von der Inquisition verurteilt worden waren. Dies geschah oft, um die Exklusivität der wachsenden Schicht der neuen, universitär ausgebildeten Eliten von Juristen, der so genannten letrados, aufrechtzuerhalten, die das Rückgrat der frühneuzeitlichen spanischen Staatsbildung darstellten.